# Ройбке, Юлиус
Фри́дрих Ю́лиус Ро́йбке (нем. Friedrich Julius Reubke; 23 марта 1834, Хауснайндорф, близ Кведлинбурга ― 3 июня 1858, Пильниц, близ Дрездена) ― немецкий композитор, пианист и органист.

## Биография
Родился в семье известного органного мастера Адольфа Ройбке (1805—1875), первые уроки музыки получил от Германа Бёнике в Кведлинбурге. В 1851 году поступил в берлинскую Консерваторию Штерна, где учился игре на фортепиано под руководством Теодора Куллака, композиции ― у Адольфа Маркса. Исполнительское мастерство Ройбке высоко ценили многие известные музыканты, Ханс фон Бюлов считал его одним из талантливейших студентов консерватории. Из сочинений Ройбке этого периода известны две небольшие фортепианные пьесы в духе Шопена. 
В 1856 году он уезжает в Веймар, где становится учеником Ференца Листа, который оказал огромное влияние на творческий стиль молодого музыканта. Весной 1857 года Ройбке заканчивает крупнейшие свои сочинения: сонаты си-бемоль минор для фортепиано и до минор для органа. Обе сонаты высоко ценились членами Веймарского кружка и лично Листом, который называл Ройбке композитором огромного дарования. Окончив обучение у Листа, Ройбке в конце 1857 года отправился в Дрезден, но через полгода, 3 июня 1858 года, скоропостижно скончался от туберкулёза. 
7 июля 1858 года похоронен близ евангелическо-лютеранской церкви Марии-у-Воды (нем. Maria am Wasser) в Хостервице. Его могила не сохранилась. Через несколько дней после кончины Петер Корнелиус написал мемориальную поэму «На смерть Юлиуса Ройбке». 31 июля 2015 года на внешней стене этой церкви Общество Друзей Органа (нем. Gesellschaft der Orgelfreunde) установило мемориальную доску.
Поистине, никто не мог бы более глубоко прочувствовать потерю, которую искусство понесло из-за смерти Юлиуса, чем тот, кто с восхищённым сочувствием следил за его благородными, постоянными и успешными устремлениями в эти годы и кто всегда будет преданно помнить о дружбе с ним.Ференц Лист, из письма отцу Юлиуса

## Творчество
Наиболее заметны из творческого наследия Юлиуса Ройбке две сонаты — органная и фортепианная. Обе сонаты написаны в типичной манере немецкого романтизма и считаются виртуозными и достаточно сложными для исполнения. Несмотря на сильное влияние Листа, заметное в их форме и тональной структуре, в них ярко проявляется индивидуальность стиля Ройбке. Каждая соната — одночастная, но с интенсивным развитием: органная ― на основе монотематизма, фортепианная ― с тематическими метаморфозами. В обеих сонатах богатая, насыщенная гармония, обе требуют от исполнителя высокого технического мастерства.

### 94 псалом — соната до минор для органа

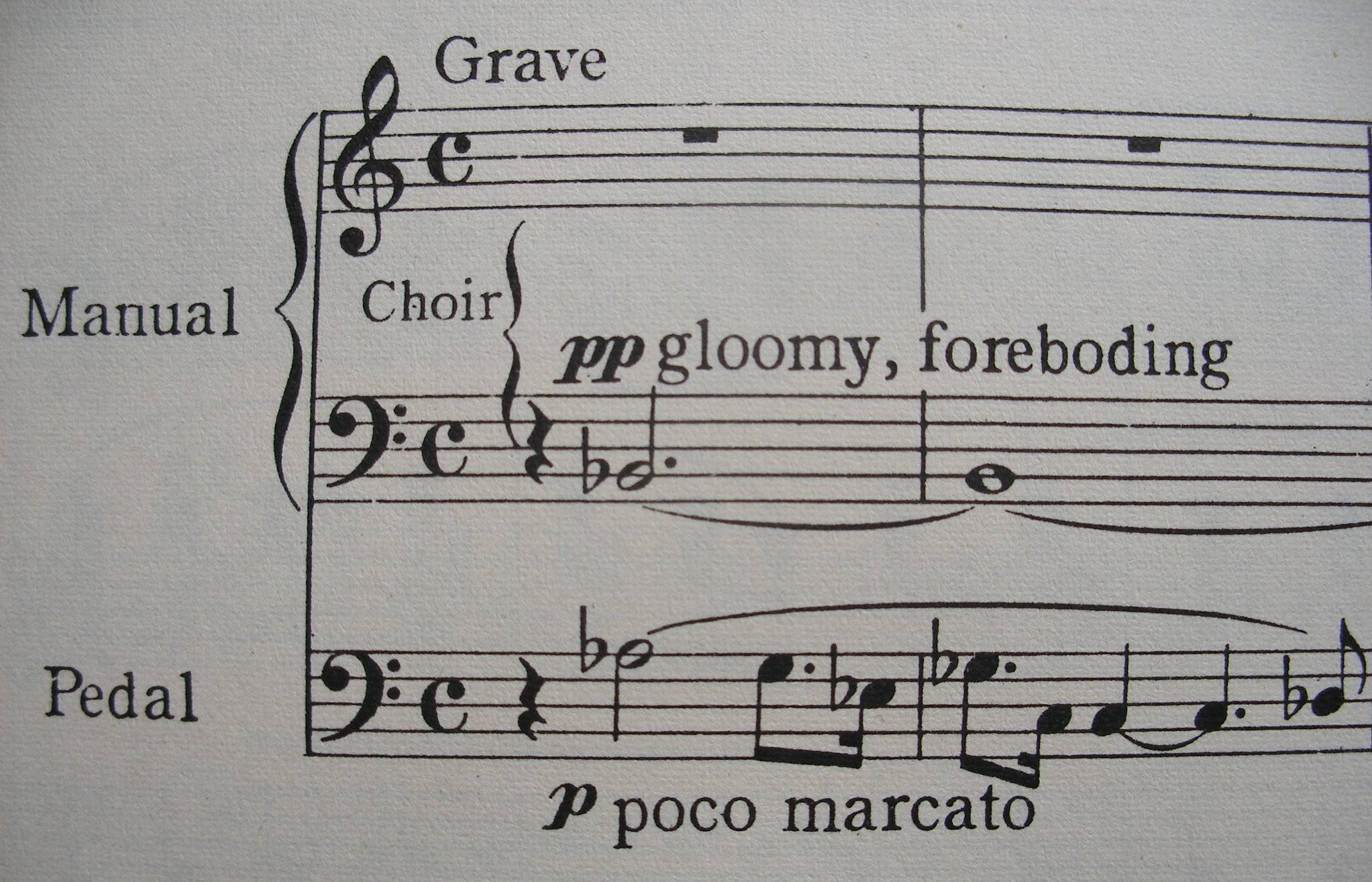
Начало Органной сонаты Ройбке

Органная соната написана в 1857 году под влиянием Фантазии и фуги на хорал «Ad nos, ad salutarem undam» Ф. Листа. Она написана с глубоким знанием исполнительских возможностей органа и требует от органиста продвинутой педальной техники, что в свою очередь свидетельствует о том, что Ройбке лучше владел органом, чем Лист, который был прежде всего пианистом. Соната впервые прозвучала 17 июня того же года на открытии нового органа Фридриха Ладегаста в Мерзебургском соборе в исполнении самого автора. 
Соната является одночастной программной музыкой, в духе симфонических поэм, и имеет несколько разнохарактерных разделов, каждому из которых соответствуют определённые строки псалма. 

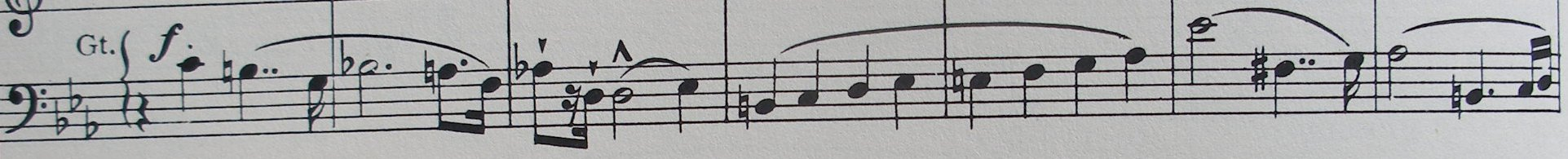
Тема фуги в разделе Allegro

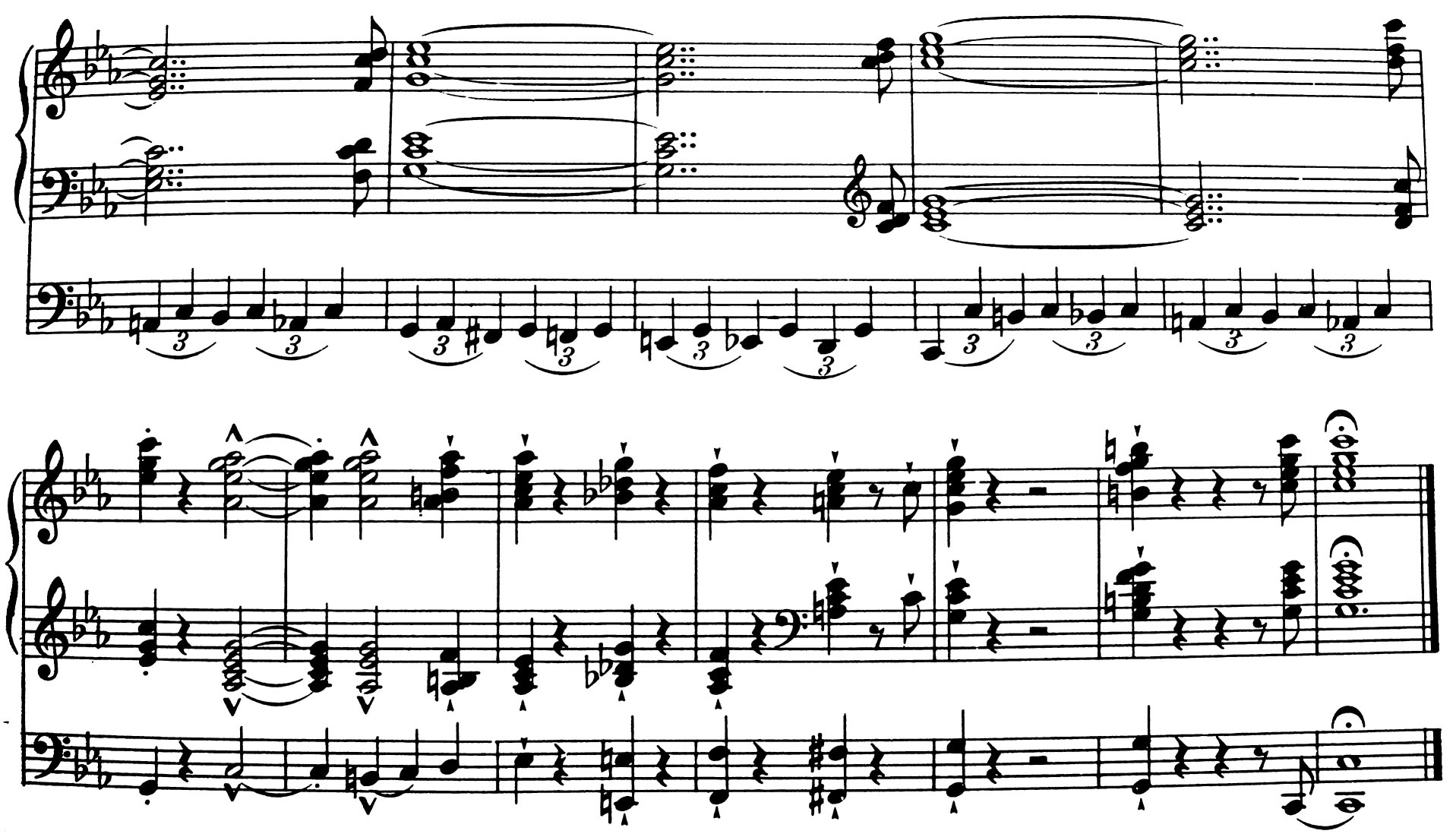
Окончание

Эту сонату можно условно поделить на три раздела:
1. Grave ― Larghetto ― Allegro con fuoco ― Grave
2. Adagio ― Lento
3. Allegro ― Più mosso ― Allegro assai

Первый и второй разделы написаны в форме сонаты. Третий раздел представляет собой фугу, которая также с элементами сонатной формы. Большое разнообразие в сквозном развитии, повторение фраз и сглаживание границ разделов создают впечатление спонтанной импровизации. Начальная тема произведения является основой всего остального тематического материала. Эта музыка — авторская интерпретация текста «Herr Gott, des die Rache ist, erscheine». Раздел Adagio, изображает настроения скорби и утешения и заканчивается появлением первоначальной темы сонаты. Финалом сонаты является яростная фуга (Allegro), иллюстрирующая Страшный суд и победу над злом. Тема появляется только на ступенях тоники и доминанты. В отличие от подобных драматических композиций, в которых обычно вводится контрастная лирическая тема, приводящая к окончательному победоносному апофеозу, соната заканчивается ускоренным темпом и тяжелыми финальными аккордами до минора в тесном расположении, изображающими тяжесть божественного суждения.
Органная соната Юлиуса Ройбке в репертуаре многих концертирующих органистов и многократно записывалась такими известными органистами как Жан Гийу (1993), Михаэль Шёнхайт (2007 г., на том же мерзебургском органе, на котором она прозвучала впервые), Э. Пауэр Биггс, Саймон Престон, Вирджил Фокс, Даниэль Рот, Джереми Филлсел, Кевин Боуаэр и другие.

#### Программа
В связи с различием в греческой и масоретской нумерации псалмов, псалом 94 соответствует 93 псалму в синодальном переводе Библии на русский язык. 
| Grave - Larghetto | |
| Herr Gott, des die Rache ist, erscheine. Erhebe Dich, Du Richter der Welt: vergilt den Hoffärtigen, was sie verdienen.                                                        | Боже отмщений, Господи, Боже отмщений, яви Себя! Восстань, Судия земли, воздай возмездие гордым. |
| Allegro con fuoco | |
| Herr, wie lange sollen die Gottlossen prahlen? Witwen uhd Fremdlinge erwürgen sie und töten die Weisen und sagen: der Herr sieht es nicht an der Gott Jacobs achtet es nicht. | Доколе, Господи, нечестивые, доколе нечестивые торжествовать будут? (…) Вдову и пришельца убивают, и сирот умерщвляют и говорят: «не увидит Господь, и не узнает Бог Иаковлев».                                                                          |
| Adagio | |
| Wo der Herr mir nicht hülfe, so läge meine Seele schier in der Stille. Ich hatte viel Bekümmernis in meinem Herzen, aber deine Tröstungenergötzen meine Seele                 | Если бы не Господь был мне помощником, вскоре вселилась бы душа моя в [страну] молчания. Когда я говорил: «колеблется нога моя», — милость Твоя, Господи, поддерживала меня. При умножении скорбей моих в сердце моем, утешения Твои услаждают душу мою. |
| Allegro | |
| Aber der Herr ist mein Hort und meine Zuversicht. Er wird ihnen Unrecht vergelte und sie um ihre Bosheit vertilgen                                                            | Но Господь — защита моя, и Бог мой — твердыня убежища моего, и обратит на них беззаконие их, и злодейством их истребит их, истребит их Господь Бог наш.                                                                                                  |

### Соната си-бемоль минор для фортепиано
Фортепианная соната написана под влиянием Сонаты си-минор Ф. Листа. Фортепианную сонату Ройбке в 1977 году записал Хэмиш Милн, получив высокую оценку в рецензии журнала Gramophone. 

### Другие сочинения
- Мазурка ми мажор для фортепиано (1856)
- Скерцо ре минор для фортепиано (1856)
- Трио ми-бемоль мажор для органа (1850)
- Adagio ми минор для органа

Утраченные
- Увертюра
- Песни для меццо-сопрано и фортепиано
- Хоральные вариации «O Haupt voll Blut und Wunden»